# Flashproxy
Flashproxy是一种运行在浏览器内的的代理服务器和可插拔传输，用来绕过互联网审查。它通过一群稍纵即逝的基于浏览器的代理中转站提供给用户连接到诸如Tor网络的能力。此种技术的核心策略是用于代理的IP地址的创造与终结快于审查机构侦测，跟踪和屏蔽的步伐。Tor流量被封装在WebSocket协议里，然后再被异或密码更进一步的伪装。

## 实现
Flashproxy现已有自由软件的实现。它使用了Javascript、WebSocket和一款使用Python语言实现的obfsproxy协议。软件由斯坦福大学电脑安全小组开发。國防高等研究計劃署和中太平洋太空和海洋战争系统通过合同N66001-11-C-4022为开发小组提供了支持。